# Valeria Maurer
Valeria Maurer (* 1991 in Karaganda, Kasachstan) ist eine russisch-deutsche Jazz- und Fusionmusikerin (Gesang, Komposition).

## Leben und Wirken
Maurer, die in einer Musikerfamilie in Novosibirsk aufwuchs, studierte dort Jazz- und Popgesang und trat in verschiedenen Projekten auf; unter anderem sang sie in der russischen Premiere von Leonard Bernsteins „Mass“ in der Oper in Novosibirsk. 2013 zog sie nach Deutschland. Dort setzte sie ihr Gesangsstudium an der Hochschule für Musik und Darstellende Kunst Mannheim bei Ann Malcolm und Fola Dada fort. Parallel zu ihrem Masterstudium lernte sie klassische indische Musik an der Orientalischen Musikakademie in Mannheim.
Maurer sammelte Erfahrungen in verschiedenen Musikprojekten der Jazz- und Weltmusik-Szene und sang in einer Oper im Nationaltheater Mannheim. Sie leitete eigene Bands wie ihr Valeria Maurer Quartett und ihr Fusionprojekt Charu (mit Max Clouth). Mit ihrem Quartett, zu dem der Pianist Konrad Hinsken, der Bassist Lukas Hatzis und der Schlagzeuger Julian Losigkeit gehören, veröffentlichte sie 2024 ihr Debütalbum Here Is the Silence mit neun Eigenkompositionen, die auf Gedichten, etwa von Sasha Zaytseva oder Ossip Mandelstam aufbauen. Weiterhin trat sie gemeinsam mit Künstlern wie Richie Beirach, Thomas Stabenow und Erwin Ditzner auf. Zudem spielte sie auf Festivals wie Jazzahead, Jazz am Rhein, Heidelberger Frühling und den Leverkusener Jazztagen 2024.
2023 wurde Maurer mit einem Förderstipendium der Kunststiftung Baden-Württemberg ausgezeichnet.